# 莫尔旺地区栋皮埃尔
莫尔旺地区栋皮埃尔（法語：Dompierre-en-Morvan，法語發音：[dɔ̃pjɛʁ ɑ̃ mɔʁvɑ̃]）是法国科多尔省的一个市镇，属于蒙巴尔区。

## 地理
莫尔旺地区栋皮埃尔（47°23'40"N, 4°14'1"E）面积15.01 平方千米，位于法国勃艮第-弗朗什-孔泰大區科多尔省，该省份为法国中东部省份，北起奥布省，西接涅夫勒省和约讷省，南至索恩-卢瓦尔省，东南接汝拉省，东临上索恩省，东北部与上马恩省接壤。
与莫尔旺地区栋皮埃尔接壤的市镇（或旧市镇、城区）包括：托特、拉罗什昂布勒尼勒、艾西苏蒂勒、拉库尔达尔瑟奈、蒙蒂尼圣巴泰勒米。
莫尔旺地区栋皮埃尔的时区为UTC+01:00、UTC+02:00（夏令时）。

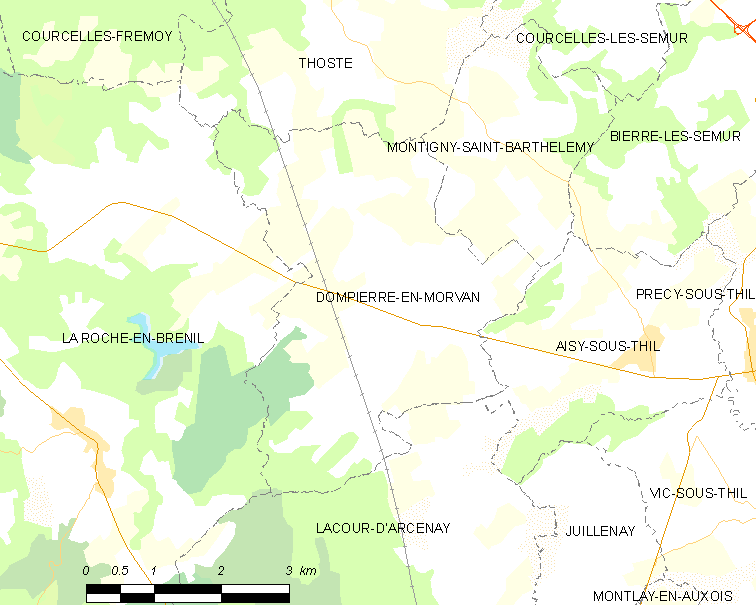
莫尔旺地区栋皮埃尔的OSM定位图

## 行政
莫尔旺地区栋皮埃尔的邮政编码为21390，INSEE市镇编码为21232。

## 政治
莫尔旺地区栋皮埃尔所属的省级选区为欧苏瓦地区瑟米尔县。

## 人口

1962-2008年间莫尔旺地区栋皮埃尔人口变化图示

莫尔旺地区栋皮埃尔于2022年1月1日时的人口数量为200人。